# セイヨウネズ
セイヨウネズ（西洋杜松、Juniperus communis）は、ヒノキ科ビャクシン属の針葉樹である。全ての樹木の中で最も広い分布域を持つものの1つであり北半球の寒い地域全域に分布する。北極から北緯30度程度までの北アメリカ、ヨーロッパ、アジアに自生する。

## 特徴
セイヨウネズは低木だが、時には10mにも達するものもある。葉は常緑の針状で、螺旋状についている。雌雄異株で、雄花と雌花は別の木に咲き、風を利用して受粉する。球果は木質とならず、やや肉質の漿果状となり、最初は緑色であるが18か月ほどで熟し、青色のワックス質に覆われた紫から黒色になる。直径4 - 12mmの球形で、1つあたり通常3つ（時には6つ）の種子を持つ。鳥に食べられ、糞と一緒に落とされることで種子が遠くまで運ばれる。雄球花は2 - 3mmの大きさで黄色く、3月から4月頃に花粉を飛ばす。球果（杜松果）は英語でジュニパーベリー（Juniper berry）と呼ばれ、ジンの香りの元として有名である。
分布域が広いことから、種内でも非常に遺伝的な多様性が高く、いくつかの亜種がある。亜種間の関連はまだはっきりしておらず、遺伝的なデータと外見は必ずしも一致していない。

## 亜種、変種
セイヨウネズの亜種、変種には下記のものがある。
- Juniperus communis セイヨウネズ
  - subsp. communis セイヨウネズ - 通常、真直ぐに立った低木で、葉の長さは8-20mmで松かさは5-8mmと葉よりも小さい。比較的低緯度から中緯度にかけて分布する。
    - var. communis - ヨーロッパとアジア北部の大部分に分布。
    - var. depressa Pursh - 北アメリカに分布。
    - var. hemisphaerica (J.Presl & C.Presl) Parl. - 地中海地方の山脈に分布。
    - var. hondoensis (Satake) Satake ex Sugim. ホンドミヤマネズ[2]
    - var. nipponica (Maxim.) E.H.Wilson ミヤマネズ - 日本に分布。別種とされることもある。syn. J. rigida var. nipponica。

  - subsp. alpina (Suter) Čelak. リシリビャクシン - 通常、地を這う様な藪で、葉の長さは3 - 8mm。亜北極やアルプス山脈の高緯度地帯で良く見られる。亜種以下のレベルにおく植物学者もおり、その場合は Juniperus communis var. saxatilis Pallas や Juniperus communis var. montana とされる。またかつて東ヨーロッパやロシアでは、別種 J. sibirica Burgsd とされていた。
    - var. alpina - グリーンランド、ヨーロッパ、アジアに分布。
    - var. megistocarpa Fernald & H.St.John - カナダ東部に分布。
    - var. jackii Rehder - アメリカ北西部に分布。

## 利用
この木はよく園芸用に使われるが、小さいため他の木材のように使うことはできない。しかしスカンジナビア半島では、バターやチーズなどの日用品を入れる入れ物や、木製のバターナイフとして加工される。
収斂作用を持つ紫色の熟した球果は生で食べると苦いが、乾燥させて肉、ソース、ファルス、ジンなどの香り付けに使われる。実際にジンという言葉はネズの類を表すフランス語: genévrier（ジュネヴリエ）もしくはセイヨウネズを表すgenièvre（ジュニエーヴル）に由来する。
また味もとても強いため、ジビエや舌など、癖の強いものの調理に少量だけ使われる。フィンランドの伝統的なビール「サハティ」（Sahti）を作るためにも必須である。さらに、ローマ帝国のペダニウス・ディオスコリデスによる『デ・マテリア・メディカ』（『薬物誌』、『ギリシア本草』）には、避妊用に使われたと記述される。

## 画像

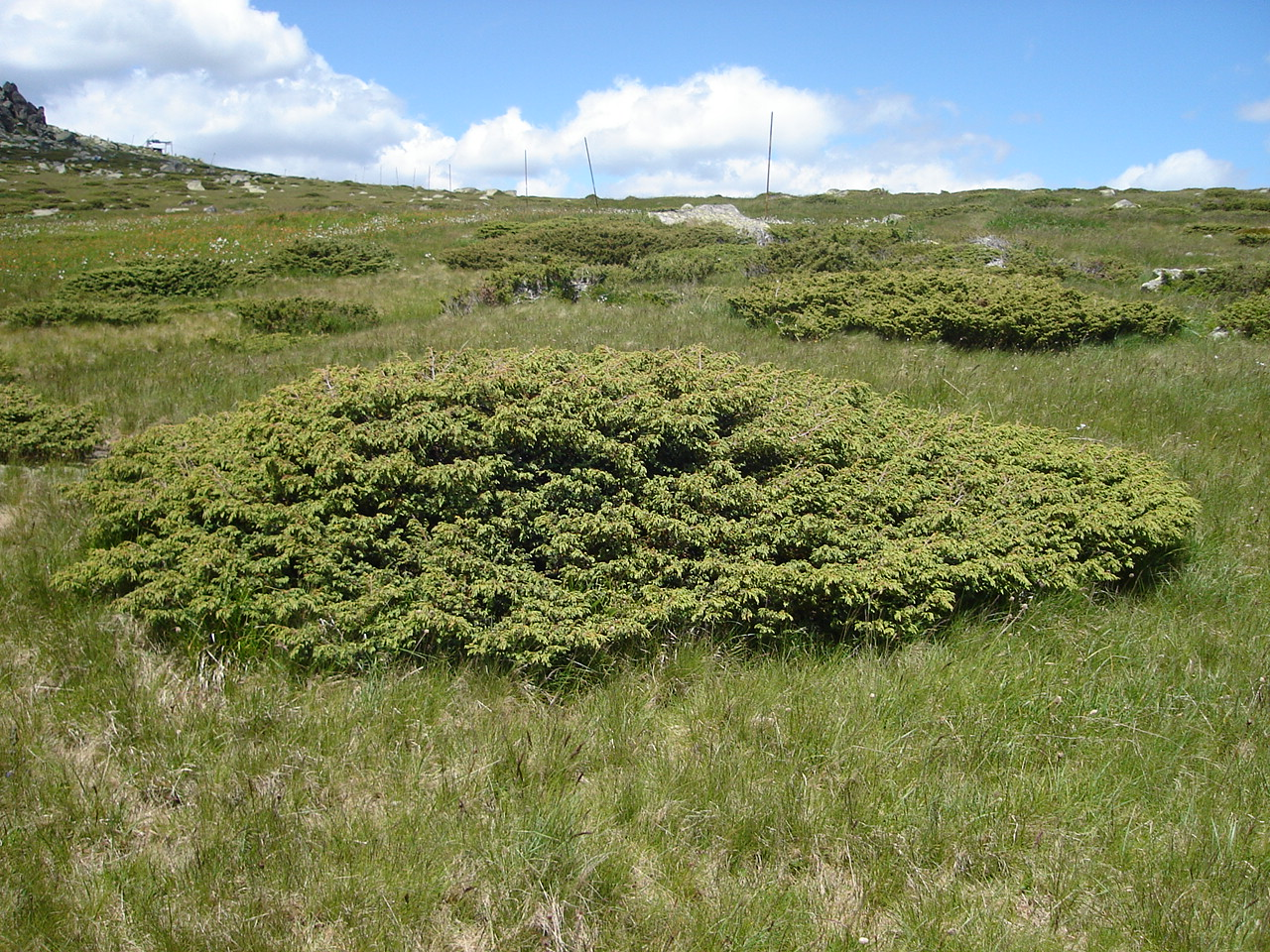
ブルガリアに自生するリシリビャクシン。
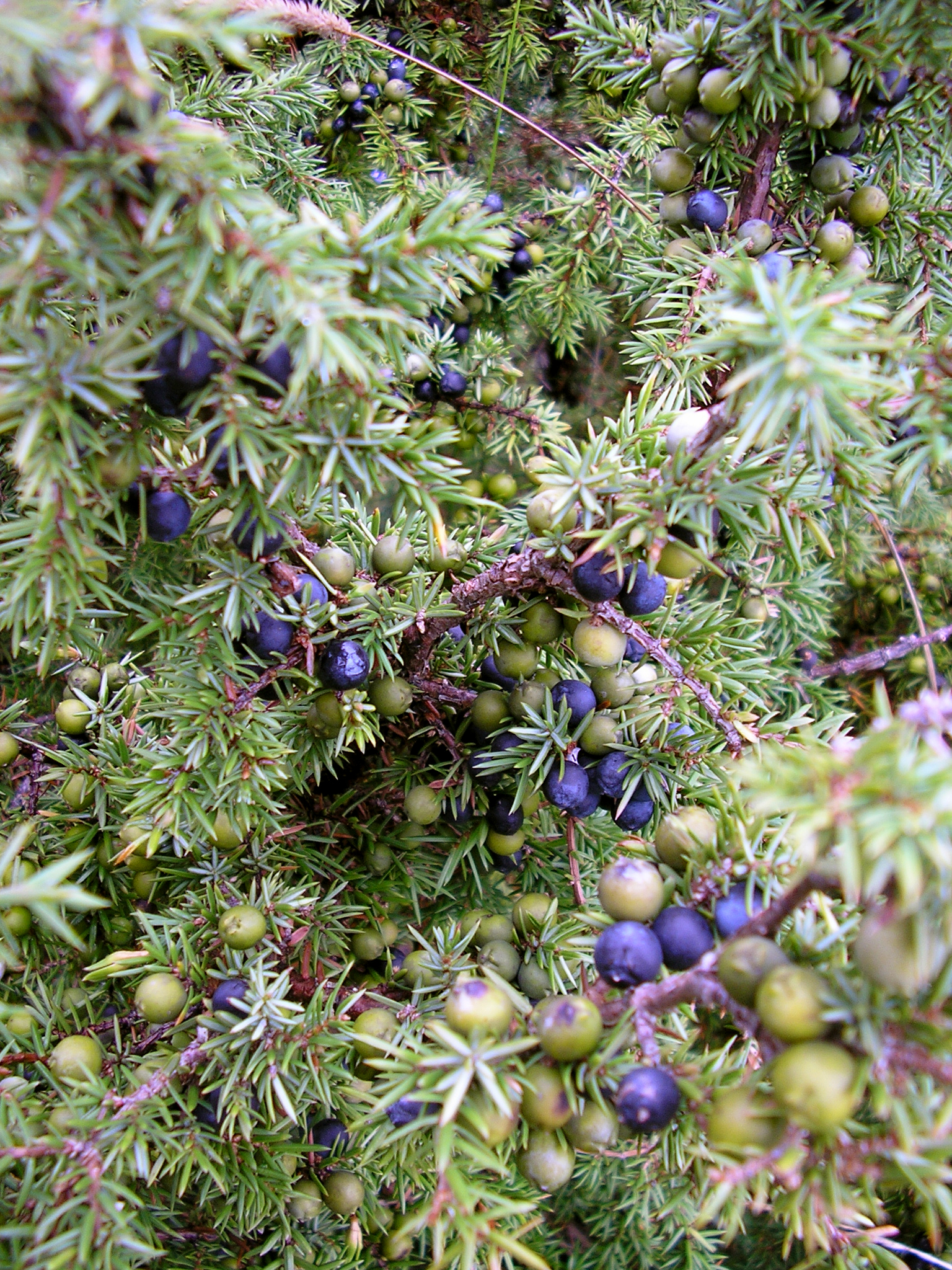
松かさ。熟すのに1年以上かかるため、若いもの（緑）と古いもの（青）が混ざっている。
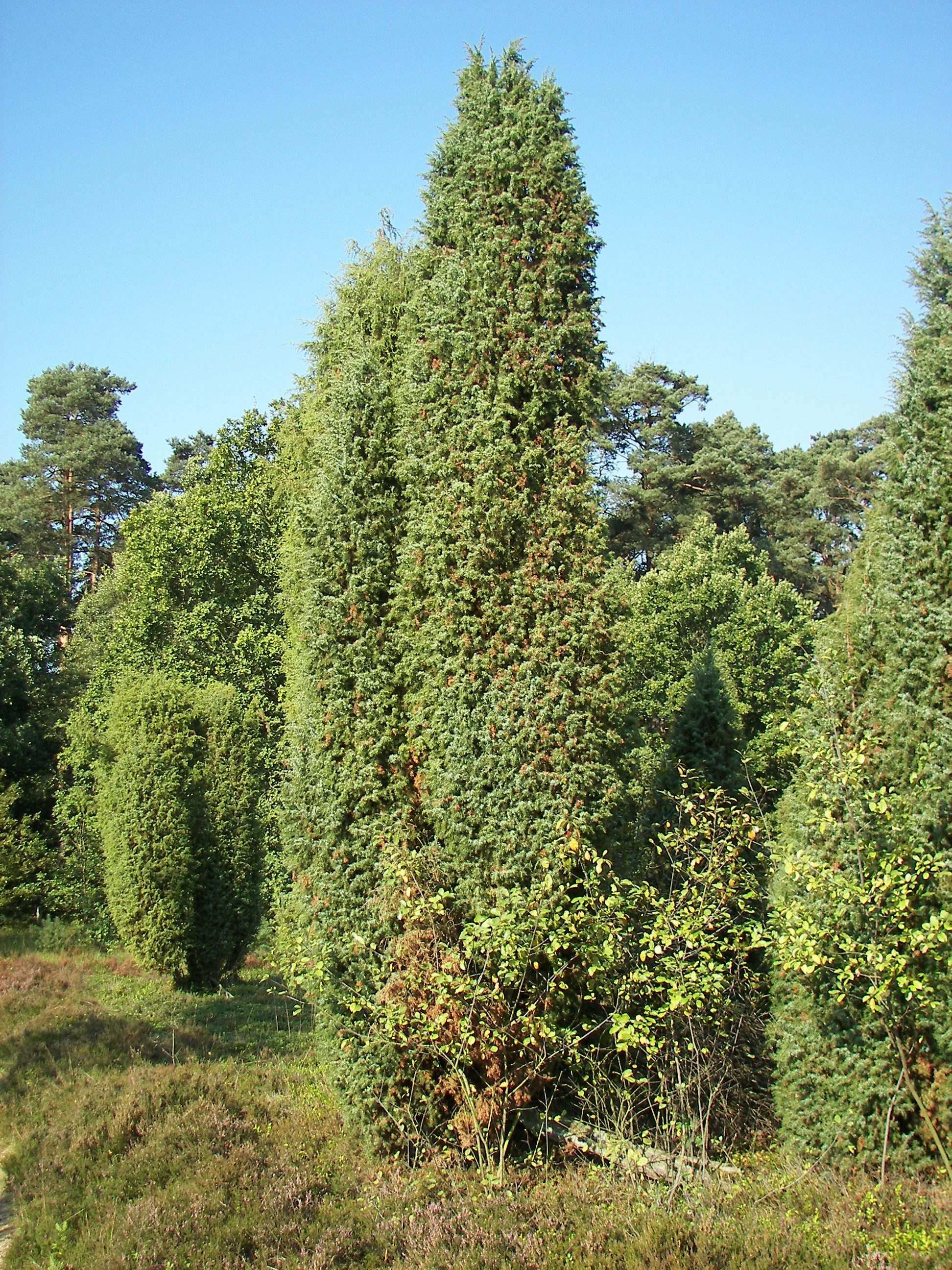
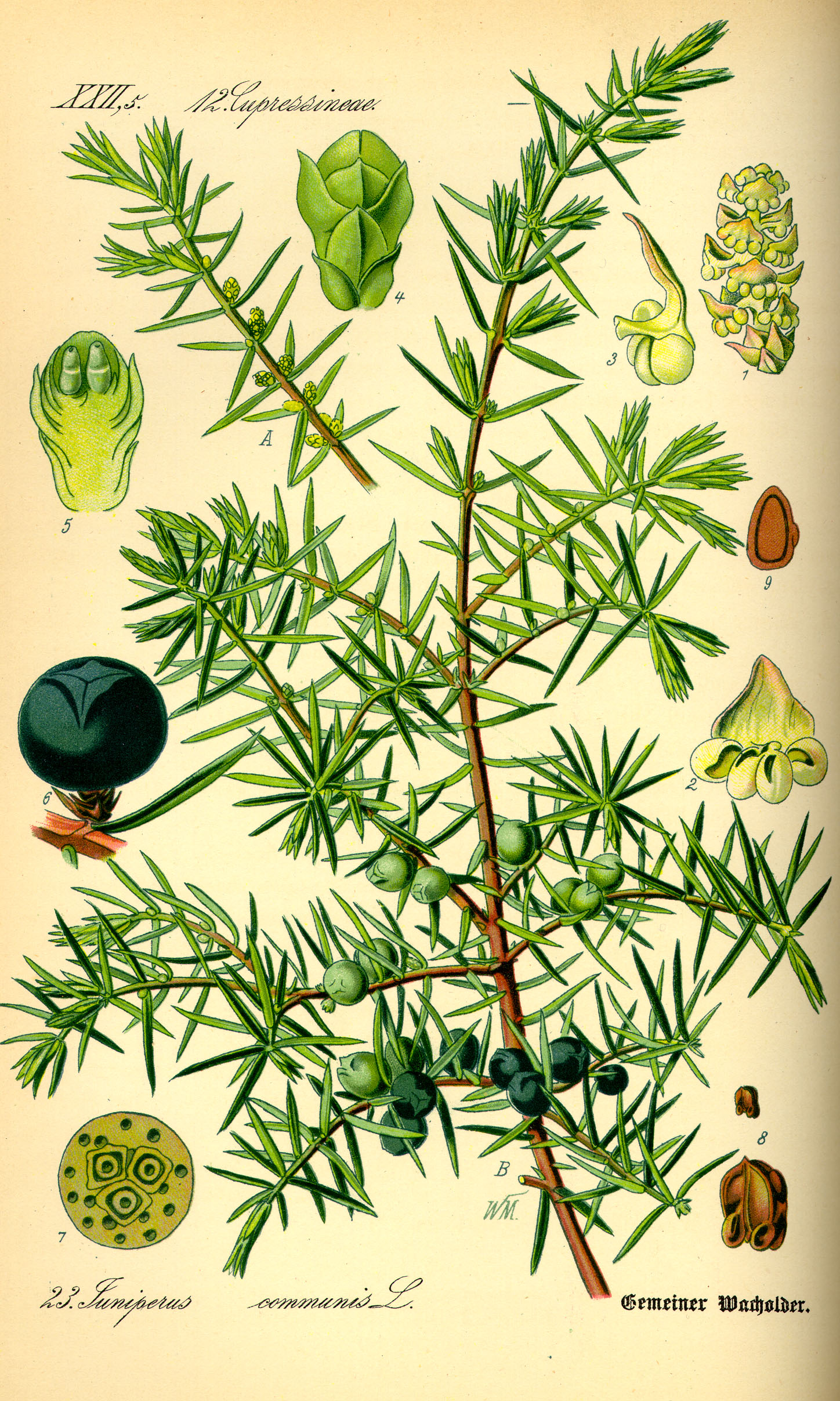
図解